# WFRS
WFRS（88.9 FM）是位于纽约州苏福克郡史密斯敦的一个宗教广播电台，由家庭广播公司开办，是Family Radio的一个分台。发射功率1.5千瓦，可覆盖整个长岛。